# Kaudgaon, Aurad
Kaudgaon là một làng thuộc tehsil Aurad, huyện Bidar, bang Karnataka, Ấn Độ.